# پاکلشتیتسا
پاکلشتیتسا (به صربی: Pakleštica) یک منطقهٔ مسکونی در صربستان است که در پیروت واقع شده‌است. پاکلشتیتسا ۵۶ نفر جمعیت دارد.